# Halls Creek
Halls Creek ist eine Kleinstadt mit etwa 1500 Einwohnern (2016), die sich in der Kimberleyregion in Western Australia zwischen Fitzroy Crossing und Warmun befindet. Die Stadt wurde als Bergwerk gegründet in der Nähe der einheimischen Stämme Jaru (Djar-u), Kija (gKid-ja) und Tjurabalan. Der Verwaltungsbezirk ist flächenmäßig einer der größten Australiens und damit der Welt.
Hauptindustriezweige waren in der Vergangenheit der Viehhandel und der Golderzbergbau; zwischenzeitlich ist der Tourismus zur Haupteinnahmequelle avanciert.

## Geologie
Die Landschaft um Halls Creek prägen mit Spinifex-Gras und Eukalypten bewachsene Felsformationen (500 bis 600 m hoch), die sich in Gruppen über ihre Umgebung (rd. 200 m) erheben; kleine Bäche, die nur nach starken Regenfällen Wasser führen, durchschneiden das Land. Das Gestein ist teilweise vulkanischen Ursprungs (Basalt und Trachyt) und teilweise Sedimentgestein. Das Gestein ist bis zu 2 Milliarden Jahre alt, doch die heutige Landschaftsformation entstand durch Anhebung und nachfolgende Erosion erst vor ca. 20 Millionen Jahren.
Quarzadern im Gestein enthalten häufig Gold und andere Mineralien (Kupfer, Zink), einst gelöst im Wasser, das durch Spalten und Risse in den Felsen floss; Gold sammelte sich auch in den Bachbetten, begraben unter den Sandsteinschichten.

## Geschichte

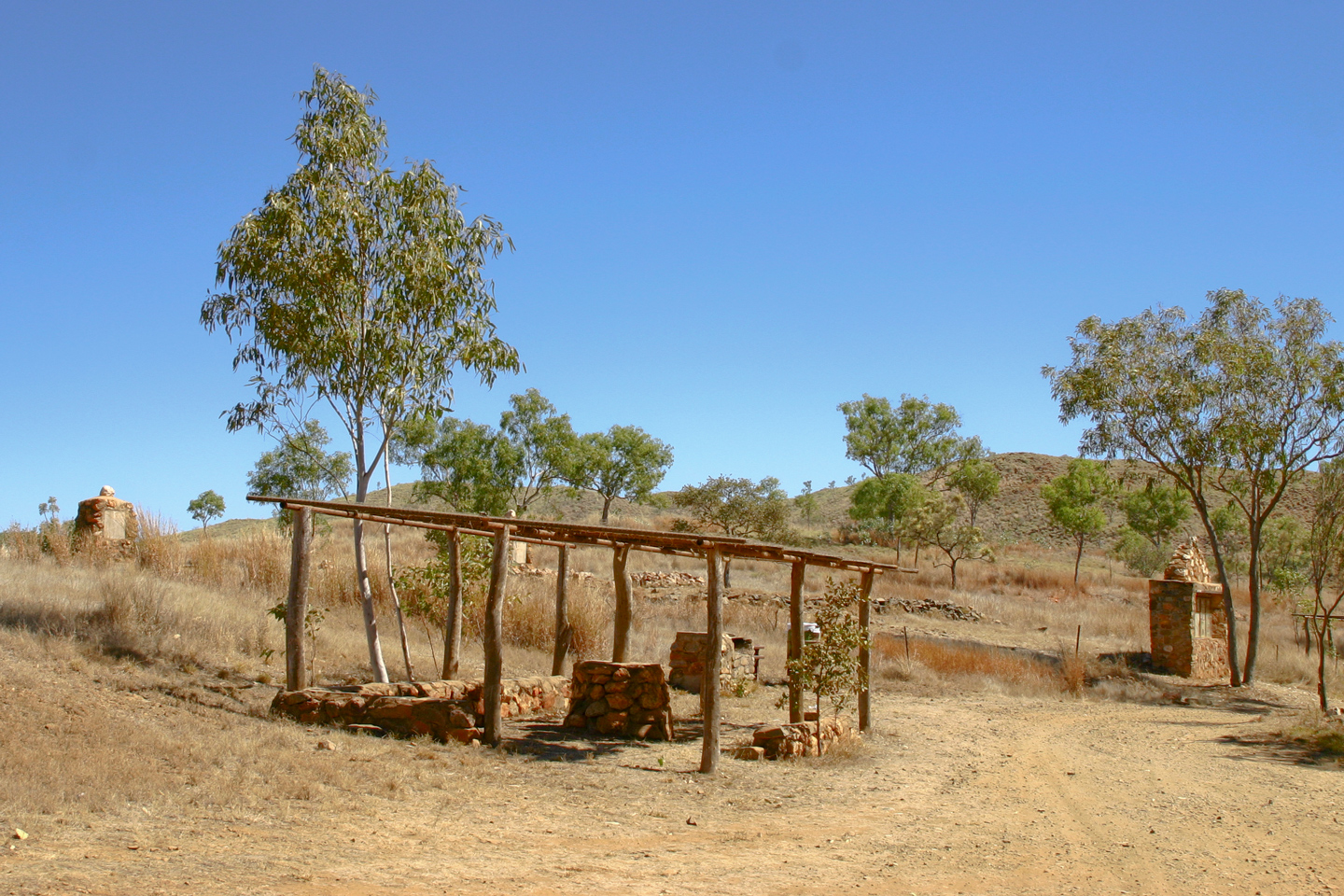
Die Ruinen von Old Halls Creek

An Weihnachten 1885 fand Charlie Hall, nach dem die Stadt benannt ist, einen 28 Unzen schweren Goldklumpen.
Der dadurch ausgelöste gold rush, in dem rd. 10.000 Männer ins Land kamen, hielt nur knapp zwei Jahre an. Transportprobleme und das lebensfeindliche Klima sorgten dafür, dass sich die Goldsucher alsbald lukrativeren Ressourcen im Süden bei Coolgardie und Kalgoorlie zuwandten. Dennoch hielten sich kleinere Goldminen – Mount Dockrell, Grants Patch, Ruby Queen – bis in die 1960er Jahre. Eine Mine bei Palm Spring, die neuere Technologien entwickelt hatte, Gold aus größeren Tiefen als 30 m abzubauen, arbeitete sogar bis in die 1990er Jahre.
Viehhandel hatte dennoch schon zu Beginn des 20. Jahrhunderts den Golderzbergbau als Hauptwirtschaftsfaktor abgelöst. 1948 wurde ein kleiner Versorgungs-Flughafen gebaut, der heute vornehmlich Touristen bedient.
Als die Trasse des Great Northern Highway festgelegt wurde, die nicht den alten Verbindungswegen folgte, wurde die Versorgungsstation Halls Creek – bestehend vornehmlich aus Tankstelle, Krankenhaus und wenigen Läden – 15 km nach Westen verschoben und die ursprüngliche Siedlung – nunmehr die "Geisterstadt" Old Halls Creek – bis 1955 verlassen. Mit seinen Ziegelbau-Ruinen, dem historischen Postamt und alten Friedhof gehört Old Halls Creek heute zu den touristischen Nahzielen der Stadt, die mit der Einrichtung eines Visitor Centers und einer Hotelanlage nunmehr die notwendigen infrastrukturellen Voraussetzungen für den Fremdenverkehr geschaffen hat.

## Tourismus

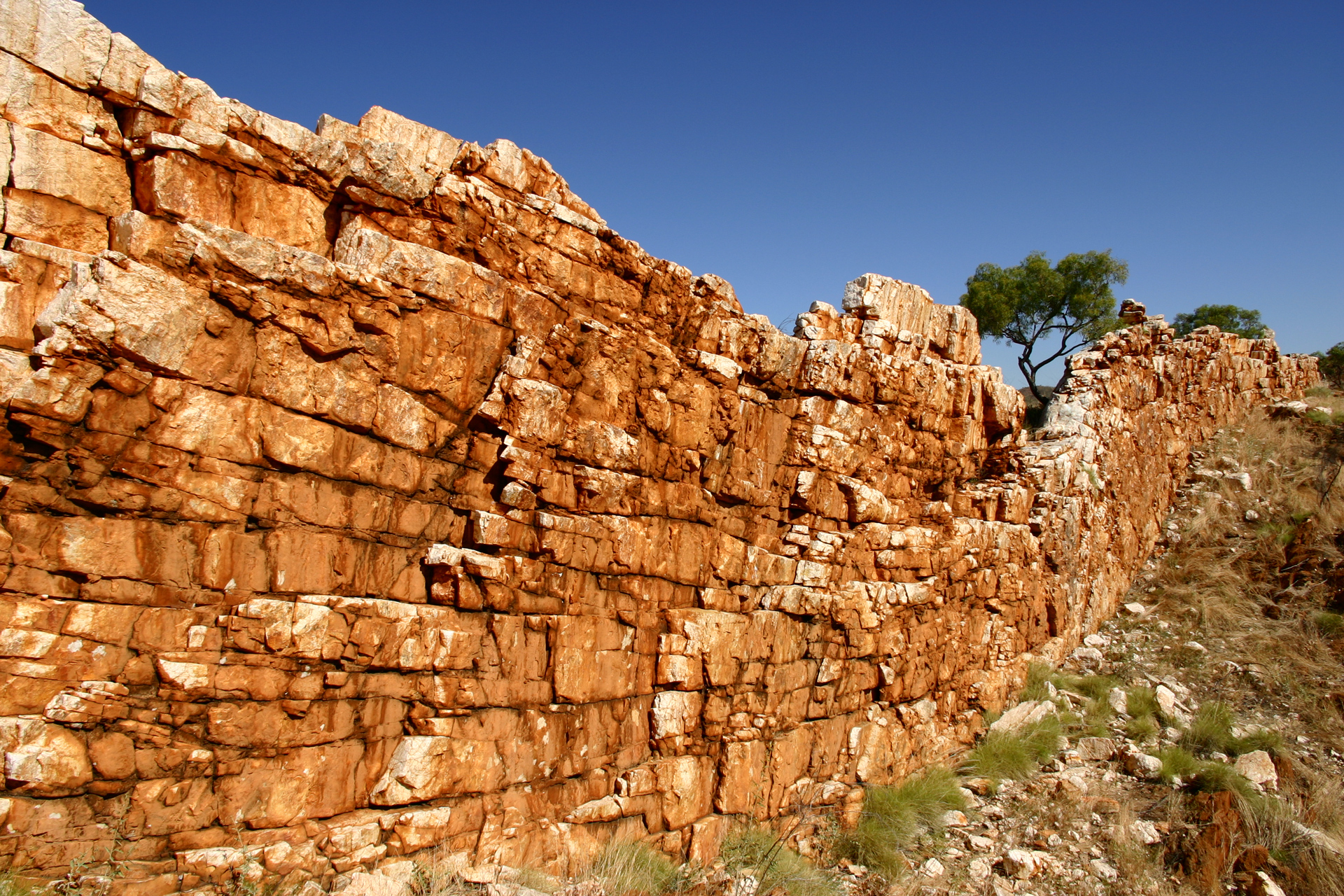
Die sogenannte „China Wall“

Auf der Verbindung zwischen den Touristenzentren Broome und Kununurra am Südrand der Kimberleys entlang ist Halls Creek eine wichtige Zwischenstation für Durchreisende.
Ca. 5 km östlich vom Ortszentrum liegt die „China Wall“, eine natürliche Granitformation mit Quarzadern. Sie ist über eine unasphaltierte Straße zu erreichen.
Ein Allrad-Ausflug ca. 130 km südlich über den Tanami Track zum Wolfe-Creek-Krater gewinnt zunehmend an touristischer Bedeutung.
Rundflüge über den Krater und die ca. 150 km nördlich gelegene Bungle-Bungle-Bergkette sind ebenfalls im Angebot.
|                       | Jan   | Feb   | Mär  | Apr  | Mai  | Jun  | Jul  | Aug  | Sep  | Okt  | Nov  | Dez  |   |       |
| Mittl. Tagesmax. (°C) | 36,8  | 35,7  | 35,5 | 33,7 | 29,9 | 27,3 | 27,1 | 29,9 | 33,9 | 37,0 | 38,3 | 37,9 | ⌀ | 33,6  |
| Mittl. Tagesmin. (°C) | 24,2  | 23,6  | 22,7 | 20,4 | 16,7 | 13,7 | 12,5 | 14,8 | 18,8 | 22,7 | 24,5 | 24,7 | ⌀ | 19,9  |
|                       |       |       |      |      |      |      |      |      |      |      |      |      |   |       |
| Niederschlag (mm)     | 149,8 | 142,2 | 77,6 | 22,0 | 12,7 | 4,8  | 6,1  | 2,1  | 4,3  | 18,1 | 36,1 | 78,0 | Σ | 553,8 |
|                       |       |       |      |      |      |      |      |      |      |      |      |      |   |       |
| Regentage (d)         | 13,3  | 12,6  | 7,8  | 2,6  | 1,9  | 0,9  | 0,9  | 0,5  | 0,9  | 3,4  | 6,2  | 10,6 | Σ | 61,6  |

| 24,2 |

| 23,6 |

| 22,7 |

| 20,4 |

| 16,7 |

| 13,7 |

| 12,5 |

| 14,8 |

| 18,8 |

| 22,7 |

| 24,5 |

| 24,7 |

| 24,2 |

| 23,6 |

| 22,7 |

| 20,4 |

| 16,7 |

| 13,7 |

| 12,5 |

| 14,8 |

| 18,8 |

| 22,7 |

| 24,5 |

| 24,7 |